# 유효진
유효진(1981년 4월 5일 ~ )은 대한민국의 전직 축구 선수이자 축구 감독이다. 현역 시절 포지션은 미드필더였다.

## 클럽 경력
2004 K리그 자유선발을 통해 2004시즌부터 K리그에 참가하게 된 인천 유나이티드와 프로 계약을 체결하였다.